# Competència matemàtica
La competència matemàtica és una de les competències bàsiques de l'educació formal i com a tal ha d'estar treballada des de totes les assignatures del currículum educatiu segons la Llei Orgànica d'Educació de l'Estat Espanyol. Es caracteritza per dominar el llenguatge de les matemàtiques i la seva aplicació a la resolució de problemes de la vida quotidiana. Es relaciona amb la intel·ligència lògico-matemàtica de la teoria de les intel·ligències múltiples.
Tenir una alta competència matemàtica implica dominar el càlcul, saber interpretar críticament xifres, quantitats i gràfics en diferents fonts d'informació (així com les relacions entre elles) i estimar adequadament probabilitats d'un esdeveniment. Suposa també aplicar la lògica i el raonament deductiu, plantejant hipòtesis, jutjant la viabilitat de les solucions aportades i inferint les possibles conseqüències d'una acció. Es relaciona amb la capacitat d'activitats mentals com la comparació, la selecció de dades, l'estructuració del discurs, la predicció d'esdeveniments futurs o la seqüenciació de passos necessaris per dur a terme una activitat. Ajuda a una millor integració en el món laboral en aquelles professions que requereixin un pensament complex.